# Paschasius Hermann Rettler
Paschasius Hermann Rettler OFM, portugiesisch: Dom Frei Pascásio Rettler, (* 26. Januar 1915 in Merklinde, heute zu Castrop-Rauxel; † 16. September 2004 in Sorocaba, Brasilien) war ein römisch-katholischer Geistlicher und Bischof von Bacabal.

## Leben
Hermann Rettler kam als viertes von acht Kindern des Schulrektors und Organisten Ferdinand Rettler aus Müschede und Louise Rettler (geb. Hovemann) in Merklinde zur Welt. Er besuchte die Volksschule in Merklinde und das Gymnasium in Castrop.
Am 25. April 1933 trat Hermann Rettler in das Franziskanerseminar Kloster Garnstock in Baelen (Belgien) ein und nahm den Ordensnamen Paschasius an. Das Seminar in Garnstock war eigens für die Ausbildung der künftigen Brasilien-Missionare bestimmt. Nach seiner Aussendung als Missionar und seiner Ankunft in Brasilien am 3. Mai 1935 studierte er bis 1936 am Priesterseminar in Rio Negro. Am 19. Dezember 1936 trat er in das Noviziat in Rodeio (Santa Catarina) ein. Am 20. Dezember 1937 legte er die ersten Ordensgelübde ab und am 20. Dezember 1940 die feierlichen Gelübde. 1938 begann er ein Weiterstudium der Philosophie, zunächst in Rodeio und 1939 bis 1940 in Curitiba. Von 1940 bis 1943 studierte er Theologie in Petrópolis.
Rettler wurde am 30. November 1941 in Petrópolis zum Diakon und am 29. November 1942 zum Priester für seine Ordensgemeinschaft geweiht. Seine ersten Wirkungsorte waren von 1943 bis 1947 als Kaplan in Forquilhinha (Santa Caterina), 1948 als Rektor an seinem Priesterseminar und 1949 als Pfarrvikar in Duque de Caxias. Danach arbeitete er bis 1956 in der Volksmission in Florianópolis. Anschließend lehrte er als Professor für Moraltheologie in Petrópolis (1957–1959) und Pastoraltheologie (1960–1965) in Rio de Janeiro. Von Mitte 1966 bis zu seiner Bischofsernennung war er als Provinzvikar seines Ordens in São Paulo tätig.
Papst Paul VI. ernannte ihn am 24. Juli 1968 zum ersten Bischof der kurz zuvor am 22. Juni 1968 neu errichteten Diözese Bacabal. Die Bischofsweihe spendete ihm Lorenz Kardinal Jaeger, Erzbischof seines Heimatbistums Paderborn, am 12. September 1968 in Merklinde; Mitkonsekratoren waren der Bischof von Tubarão, Anselmo Pietrulla OFM, und der Weihbischof in São Paulo und spätere Kurienkardinal Lucas Moreira Neves OP.

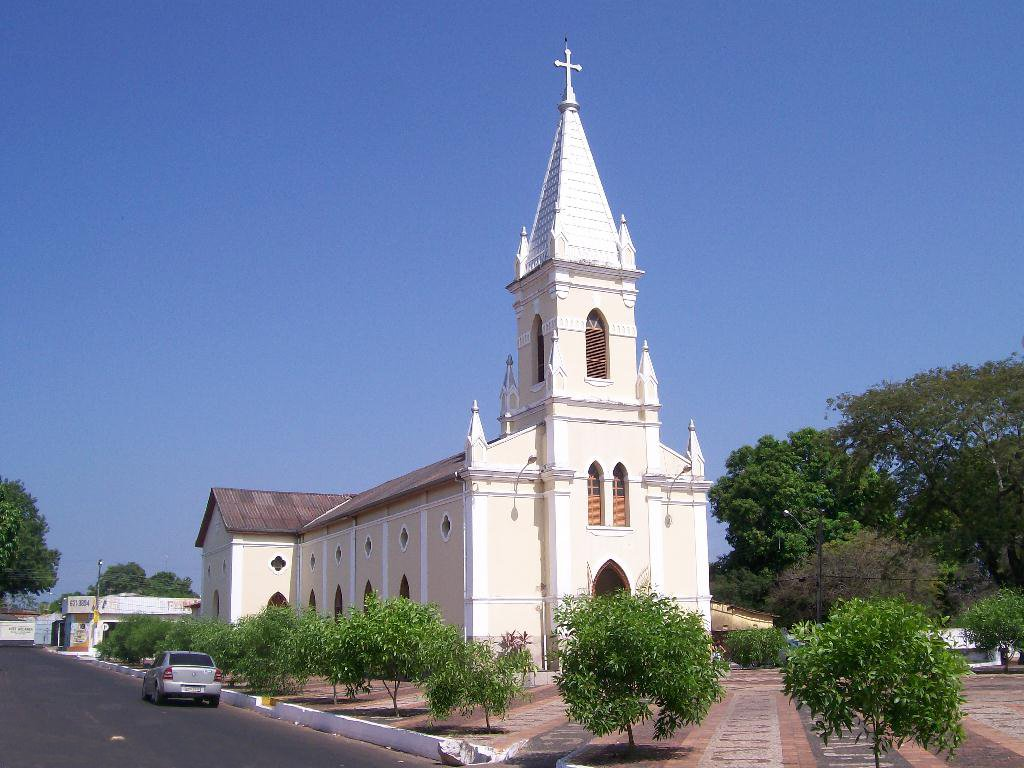
Igreja Santa Teresinha Bischofskirche in Bacabal

Am 1. Dezember 1989 nahm Papst Johannes Paul II. kurz vor Erreichen der kanonischen Altersgrenze seinen Rücktritt an. Bis 2003 war er in einer Einrichtung für Leprakranke in Pirapitingüi in der Nähe von São Paulo tätig.
Rettler wurde in Sorocaba beigesetzt. Das Requiem feierte der Alterzbischof von São Paulo, Paulo Evaristo Kardinal Arns, in Konzelebration u. a. mit dem Bischof von Bacabal, José Belisário da Silva, und dem Koadjutorbischof von Franca, Caetano Ferrari.

## Bischofswappen und Motto
Rettler wählte er das Andreaskreuz seiner Heimatstadt Castrop-Rauxel, überhöht mit einer Babassupalme, zu seinem Bischofswappen. Zum Wahlspruch wählte er den Missionsbefehl Jesu: IDE E ENSINAI (Portug.), euntes ergo docete omnes gentes (lat.): „Gehet hin und lehret alle Völker!“ (Mt 28,19 )

## Ehrungen
- 1993: Ehrenbürgerwürde der Stadt Castrop-Rauxel[2]